# Danh sách tiểu hành tinh: 24201–24300
| Tên                  | Tên đầu tiên | Ngày phát hiện       | Nơi phát hiện                      | Người phát hiện |
| -------------------- | ------------ | -------------------- | ---------------------------------- | --------------- |
| 24201 Davidkeith     | 1999 XL40    | 7 tháng 12 năm 1999  | Socorro                            | LINEAR          |
| 24202 -              | 1999 XR42    | 7 tháng 12 năm 1999  | Socorro                            | LINEAR          |
| 24203 -              | 1999 XA46    | 7 tháng 12 năm 1999  | Socorro                            | LINEAR          |
| 24204 Trinkle        | 1999 XZ46    | 7 tháng 12 năm 1999  | Socorro                            | LINEAR          |
| 24205 -              | 1999 XC48    | 7 tháng 12 năm 1999  | Socorro                            | LINEAR          |
| 24206 Mariealoia     | 1999 XH48    | 7 tháng 12 năm 1999  | Socorro                            | LINEAR          |
| 24207 -              | 1999 XJ49    | 7 tháng 12 năm 1999  | Socorro                            | LINEAR          |
| 24208 Stelguerrero   | 1999 XC51    | 7 tháng 12 năm 1999  | Socorro                            | LINEAR          |
| 24209 -              | 1999 XM51    | 7 tháng 12 năm 1999  | Socorro                            | LINEAR          |
| 24210 Handsberry     | 1999 XM52    | 7 tháng 12 năm 1999  | Socorro                            | LINEAR          |
| 24211 Barbarawood    | 1999 XD53    | 7 tháng 12 năm 1999  | Socorro                            | LINEAR          |
| 24212 -              | 1999 XW59    | 7 tháng 12 năm 1999  | Socorro                            | LINEAR          |
| 24213 -              | 1999 XA61    | 7 tháng 12 năm 1999  | Socorro                            | LINEAR          |
| 24214 Jonchristo     | 1999 XC67    | 7 tháng 12 năm 1999  | Socorro                            | LINEAR          |
| 24215 Jongastel      | 1999 XN68    | 7 tháng 12 năm 1999  | Socorro                            | LINEAR          |
| 24216 -              | 1999 XR68    | 7 tháng 12 năm 1999  | Socorro                            | LINEAR          |
| 24217 Paulroeder     | 1999 XO70    | 7 tháng 12 năm 1999  | Socorro                            | LINEAR          |
| 24218 Linfrederick   | 1999 XV70    | 7 tháng 12 năm 1999  | Socorro                            | LINEAR          |
| 24219 Chrisodom      | 1999 XW71    | 7 tháng 12 năm 1999  | Socorro                            | LINEAR          |
| 24220 -              | 1999 XJ72    | 7 tháng 12 năm 1999  | Socorro                            | LINEAR          |
| 24221 -              | 1999 XT73    | 7 tháng 12 năm 1999  | Socorro                            | LINEAR          |
| 24222 -              | 1999 XW74    | 7 tháng 12 năm 1999  | Socorro                            | LINEAR          |
| 24223 -              | 1999 XR76    | 7 tháng 12 năm 1999  | Socorro                            | LINEAR          |
| 24224 Matthewdavis   | 1999 XU76    | 7 tháng 12 năm 1999  | Socorro                            | LINEAR          |
| 24225 -              | 1999 XV80    | 7 tháng 12 năm 1999  | Socorro                            | LINEAR          |
| 24226 Sekhsaria      | 1999 XM81    | 7 tháng 12 năm 1999  | Socorro                            | LINEAR          |
| 24227 -              | 1999 XU86    | 7 tháng 12 năm 1999  | Socorro                            | LINEAR          |
| 24228 -              | 1999 XC87    | 7 tháng 12 năm 1999  | Socorro                            | LINEAR          |
| 24229 -              | 1999 XC90    | 7 tháng 12 năm 1999  | Socorro                            | LINEAR          |
| 24230 -              | 1999 XE90    | 7 tháng 12 năm 1999  | Socorro                            | LINEAR          |
| 24231 -              | 1999 XN91    | 7 tháng 12 năm 1999  | Socorro                            | LINEAR          |
| 24232 Lanthrum       | 1999 XA92    | 7 tháng 12 năm 1999  | Socorro                            | LINEAR          |
| 24233 -              | 1999 XD94    | 7 tháng 12 năm 1999  | Socorro                            | LINEAR          |
| 24234 -              | 1999 XA95    | 8 tháng 12 năm 1999  | Socorro                            | LINEAR          |
| 24235 -              | 1999 XK95    | 7 tháng 12 năm 1999  | Oizumi                             | T. Kobayashi    |
| 24236 Danielberger   | 1999 XS96    | 7 tháng 12 năm 1999  | Socorro                            | LINEAR          |
| 24237 -              | 1999 XL97    | 7 tháng 12 năm 1999  | Socorro                            | LINEAR          |
| 24238 Adkerson       | 1999 XQ97    | 7 tháng 12 năm 1999  | Socorro                            | LINEAR          |
| 24239 Paulinehiga    | 1999 XX97    | 7 tháng 12 năm 1999  | Socorro                            | LINEAR          |
| 24240 Tinagal        | 1999 XV99    | 7 tháng 12 năm 1999  | Socorro                            | LINEAR          |
| 24241 -              | 1999 XK100   | 7 tháng 12 năm 1999  | Socorro                            | LINEAR          |
| 24242 -              | 1999 XY100   | 7 tháng 12 năm 1999  | Socorro                            | LINEAR          |
| 24243 -              | 1999 XL101   | 7 tháng 12 năm 1999  | Socorro                            | LINEAR          |
| 24244 -              | 1999 XY101   | 7 tháng 12 năm 1999  | Socorro                            | LINEAR          |
| 24245 Ezratty        | 1999 XB102   | 7 tháng 12 năm 1999  | Socorro                            | LINEAR          |
| 24246 -              | 1999 XC102   | 7 tháng 12 năm 1999  | Socorro                            | LINEAR          |
| 24247 -              | 1999 XD105   | 9 tháng 12 năm 1999  | Fountain Hills                     | C. W. Juels     |
| 24248 -              | 1999 XU105   | 11 tháng 12 năm 1999 | Oizumi                             | T. Kobayashi    |
| 24249 Bobbiolson     | 1999 XC107   | 4 tháng 12 năm 1999  | Catalina                           | CSS             |
| 24250 Luteolson      | 1999 XS109   | 4 tháng 12 năm 1999  | Catalina                           | CSS             |
| 24251 -              | 1999 XL117   | 5 tháng 12 năm 1999  | Catalina                           | CSS             |
| 24252 -              | 1999 XW117   | 5 tháng 12 năm 1999  | Catalina                           | CSS             |
| 24253 -              | 1999 XX120   | 5 tháng 12 năm 1999  | Catalina                           | CSS             |
| 24254 -              | 1999 XB122   | 7 tháng 12 năm 1999  | Catalina                           | CSS             |
| 24255 -              | 1999 XR124   | 7 tháng 12 năm 1999  | Catalina                           | CSS             |
| 24256 -              | 1999 XZ125   | 7 tháng 12 năm 1999  | Catalina                           | CSS             |
| 24257 -              | 1999 XQ126   | 7 tháng 12 năm 1999  | Catalina                           | CSS             |
| 24258 -              | 1999 XH127   | 9 tháng 12 năm 1999  | Fountain Hills                     | C. W. Juels     |
| 24259 Chriswalker    | 1999 XR127   | 12 tháng 12 năm 1999 | Goodricke-Pigott                   | R. A. Tucker    |
| 24260 Kriváň         | 1999 XW127   | 13 tháng 12 năm 1999 | Ondřejov                           | P. Kušnirák     |
| 24261 Judilegault    | 1999 XA130   | 12 tháng 12 năm 1999 | Socorro                            | LINEAR          |
| 24262 -              | 1999 XG133   | 12 tháng 12 năm 1999 | Socorro                            | LINEAR          |
| 24263 -              | 1999 XL133   | 12 tháng 12 năm 1999 | Socorro                            | LINEAR          |
| 24264 -              | 1999 XL143   | 15 tháng 12 năm 1999 | Fountain Hills                     | C. W. Juels     |
| 24265 Banthonytwarog | 1999 XU143   | 13 tháng 12 năm 1999 | Farpoint                           | G. Hug, G. Bell |
| 24266 -              | 1999 XE144   | 13 tháng 12 năm 1999 | Đài thiên văn Zvjezdarnica Višnjan | K. Korlević     |
| 24267 -              | 1999 XU144   | 6 tháng 12 năm 1999  | Kitt Peak                          | Spacewatch      |
| 24268 Charconley     | 1999 XN156   | 8 tháng 12 năm 1999  | Socorro                            | LINEAR          |
| 24269 Kittappa       | 1999 XL157   | 8 tháng 12 năm 1999  | Socorro                            | LINEAR          |
| 24270 Dougskinner    | 1999 XD158   | 8 tháng 12 năm 1999  | Socorro                            | LINEAR          |
| 24271 -              | 1999 XR159   | 8 tháng 12 năm 1999  | Socorro                            | LINEAR          |
| 24272 -              | 1999 XE165   | 8 tháng 12 năm 1999  | Socorro                            | LINEAR          |
| 24273 -              | 1999 XO166   | 10 tháng 12 năm 1999 | Socorro                            | LINEAR          |
| 24274 Alliswheeler   | 1999 XN167   | 10 tháng 12 năm 1999 | Socorro                            | LINEAR          |
| 24275 -              | 1999 XW167   | 10 tháng 12 năm 1999 | Socorro                            | LINEAR          |
| 24276 -              | 1999 XO169   | 10 tháng 12 năm 1999 | Socorro                            | LINEAR          |
| 24277 Schoch         | 1999 XQ169   | 10 tháng 12 năm 1999 | Socorro                            | LINEAR          |
| 24278 Davidgreen     | 1999 XZ170   | 10 tháng 12 năm 1999 | Socorro                            | LINEAR          |
| 24279 -              | 1999 XR171   | 10 tháng 12 năm 1999 | Socorro                            | LINEAR          |
| 24280 Rohenderson    | 1999 XE172   | 10 tháng 12 năm 1999 | Socorro                            | LINEAR          |
| 24281 -              | 1999 XT174   | 10 tháng 12 năm 1999 | Socorro                            | LINEAR          |
| 24282 -              | 1999 XB179   | 10 tháng 12 năm 1999 | Socorro                            | LINEAR          |
| 24283 -              | 1999 XE179   | 10 tháng 12 năm 1999 | Socorro                            | LINEAR          |
| 24284 -              | 1999 XJ183   | 12 tháng 12 năm 1999 | Socorro                            | LINEAR          |
| 24285 -              | 1999 XC188   | 12 tháng 12 năm 1999 | Socorro                            | LINEAR          |
| 24286 -              | 1999 XU188   | 12 tháng 12 năm 1999 | Socorro                            | LINEAR          |
| 24287 -              | 1999 XC189   | 12 tháng 12 năm 1999 | Socorro                            | LINEAR          |
| 24288 -              | 1999 XR189   | 12 tháng 12 năm 1999 | Socorro                            | LINEAR          |
| 24289 Anthonypalma   | 1999 XO190   | 12 tháng 12 năm 1999 | Socorro                            | LINEAR          |
| 24290 -              | 1999 XS190   | 12 tháng 12 năm 1999 | Socorro                            | LINEAR          |
| 24291 -              | 1999 XJ191   | 12 tháng 12 năm 1999 | Socorro                            | LINEAR          |
| 24292 Susanragan     | 1999 XV191   | 12 tháng 12 năm 1999 | Socorro                            | LINEAR          |
| 24293 -              | 1999 XW191   | 12 tháng 12 năm 1999 | Socorro                            | LINEAR          |
| 24294 -              | 1999 XE193   | 12 tháng 12 năm 1999 | Socorro                            | LINEAR          |
| 24295 -              | 1999 XX200   | 12 tháng 12 năm 1999 | Socorro                            | LINEAR          |
| 24296 Marychristie   | 1999 XW212   | 14 tháng 12 năm 1999 | Socorro                            | LINEAR          |
| 24297 Jonbach        | 1999 XZ213   | 14 tháng 12 năm 1999 | Socorro                            | LINEAR          |
| 24298 -              | 1999 XC221   | 14 tháng 12 năm 1999 | Socorro                            | LINEAR          |
| 24299 -              | 1999 XE221   | 14 tháng 12 năm 1999 | Socorro                            | LINEAR          |
| 24300 -              | 1999 XX223   | 13 tháng 12 năm 1999 | Kitt Peak                          | Spacewatch      |